# Stereogum
Stereogum è un sito web statunitense gestito da Scott Lapatine, Amrit Singh, Brandon Stosuy, Jon McMillan e Jim Jazwiecki. Lanciato nel 2003 da Scott Lapatine come punto d'incontro creativo, il sito ha concentrato la sua attenzione sulla musica indie e il gossip. In breve l'interesse di Stereogum per il gossip ha virato verso la diffusione di news di carattere musicale e al giorno d'oggi vi troviamo MP3 legalmente scaricabili, anteprime di video musicali, date dei tour musicali, recensioni delle esecuzioni live e una serie di rubriche su nuove uscite e artisti emergenti.
A fine 2006 Stereogum ha ricevuto una donazione da parte del Pilot Group di Bob Pittman e dell'ex Direttore dell'Ufficio Digitale di MTV, Jason Hirschhorn.